# Ochai Agbaji
Ochai Young Agbaji (* 20. April 2000 in Milwaukee, Wisconsin) ist ein US-amerikanischer Basketballspieler.

## Karriere
Agbaji wurde in Milwaukee geboren wuchs jedoch in Kansas City auf, wo er die örtliche Highschool besuchte und vier Jahre für die University of Kansas spielte. Mit den Kansas Jayhawks gewann Agbaji 2022 die Nationale Collegemeisterschaft und wurde zum wichtigsten Spieler des Final Fours gewählt. Nach vier Jahren bei den Jayhawks meldete sich Agbaji für die NBA-Draft 2022 an und wurde an 14. Stelle von den Cleveland Cavaliers ausgewählt.
Agbaji wurde jedoch vor dem Saisonstart zusammen mit Collin Sexton, Lauri Markkanen und zukünftigen Draftpicks für Donovan Mitchell zu den Utah Jazz transferiert. Im Februar 2024 wurde Agbaji zusammen mit  Kelly Olynyk zu den Toronto Raptors für Otto Porter und Kira Lewis sowie einen Draftpick für 2024 abgegeben.

## Persönliches
Agbajis Vater Olofu Agbaji stammt aus Nigeria.

## Karriere-Statistiken
| Legende | Legende                                        | Legende | Legende                                                     | Legende | Legende                                          |
| ------- | ---------------------------------------------- | ------- | ----------------------------------------------------------- | ------- | ------------------------------------------------ |
| GP      | Absolvierte Spiele (Games played)              | GS      | Spiele von Beginn an (Games started)                        | MPG     | Absolvierte Minuten pro Spiel (Minutes per game) |
| FG %    | Wurfquote aus dem Feld (Field-goal percentage) | 3P %    | Wurfquote Drei-Punkte-Würfe (3-point field-goal percentage) | FT %    | Freiwurfquote (Free-throw percentage)            |
| RPG     | Rebounds pro Spiel (Rebounds per game)         | APG     | Assists pro Spiel (Assists per game)                        | SPG     | Steals pro Spiel (Steals per game)               |
| BPG     | Blocks pro Spiel (Blocks per game)             | PPG     | Punkte pro Spiel (Points per game)                          | FETT    | Karriere-Bestmarke                               |

### NBA

#### Regular Season
| Saison  | Team           | GP  | GS | MPG  | FG % | 3P % | FT % | RPG | APG | SPG | BPG | PPG |
| ------- | -------------- | --- | -- | ---- | ---- | ---- | ---- | --- | --- | --- | --- | --- |
| 2022–23 | Utah           | 59  | 22 | 20.5 | .427 | .355 | .812 | 2.1 | 1.1 | 0.3 | 0.3 | 7.9 |
| 2023–24 | Utah / Toronto | 78  | 28 | 21.0 | .411 | .294 | .661 | 2.8 | 1.1 | 0.6 | 0.6 | 5.8 |
| Gesamt  | Gesamt         | 137 | 50 | 20.8 | .419 | .326 | .744 | 2.5 | 1.1 | 0.5 | 0.4 | 6.7 |